# Флаг Вьетнама
Флаг Вьетнама (вьет. Quốc kỳ nước Cộng hoà xã hội chủ nghĩa Việt Nam) введён 30 ноября 1955 как флаг Демократической Республики Вьетнам, занимавшей тогда северную часть страны (Северный Вьетнам). На нём изображена жёлтая пятиконечная звезда на красном фоне. Соотношение сторон флага составляет 2:3. В 1945—1955 очертания звезды на флаге были несколько иными.
Звезда олицетворяет лидерство Коммунистической партии Вьетнама, красный цвет означает успех революции, а пять концов звезды иногда трактуются как рабочие, крестьяне, солдаты, интеллигенция и молодёжь.
С 1976 года, когда Южный Вьетнам официально объединился с Северным, — флаг Социалистической Республики Вьетнам.
| Цвет    | Красный     | Жёлтый      |
| ------- | ----------- | ----------- |
| Pantone | 485 2X      | Yellow 116  |
| CMYK    | 0.86.94.18  | 0.0.100.0   |
| RGB     | (208,29,13) | (255,255,0) |
| HTML    | #D01D0D     | #FFFF00     |
| NCS     | S 0580 Y80R | S 1085 Y90R |

## Исторические флаги
- Первый флаг династии Нгуенов, 1890—1920, а также флаг Южного Вьетнама, 1948—1975
- Второй флаг династии Нгуенов, 1920—1945
- Флаг Вьетнамской империи при японской оккупации, 9 марта 1945 — 22 августа 1945.
- Флаг ДРВ и Северного Вьетнама в 1945—1955
- Флаг прокоммунистического
правительства Республики Южный Вьетнам (Национальный фронт освобождения Южного Вьетнама), 1969—1976